# Yasin Zia
Mohammad Yasin Zia (Darí: محمد یاسین ضیا; distrito de Shakardara, Siglo XX) es un militar y político afgano. Fue Jefe del Estado Mayor, Viceministro de Defensa y Gobernador de la provincia de Tahar. También se desmepeñó como jefe de la unidad de lucha contra el terrorismo de Afganistán (2011) y como subdirector de la Dirección Nacional de Seguridad (2011-2015).
También tiene una licenciatura en asuntos militares y de inteligencia y experiencia en Jamiat-e Islami.

## Biografía

### Gobernador
Zia fue nombrado gobernador de Takhar el 12 de octubre de 2015. Esto probablemente se debió a la Batalla de Kunduz (2015) y podría verse como un intento de asegurarse de que los talibanes no repetirían su éxito en Takhar. Farid Zaki se desempeñó como vicegobernador con él. Como gobernador, desempeñó un papel crucial en las operaciones para reprimir la insurgencia talibán en Takhar y la vecina provincia de Kunduz. Además, según La 1, se disfrazó para atrapar a dos abogados que aceptaban un soborno.
Yasin Zia renunció a su cargo de gobernador el 28 de mayo de 2017, debido a problemas personales. Se convirtió en asesor adjunto de seguridad nacional en diciembre de 2017. Mientras era nombrado, también fue ascendido de mayor general a teniente general.
Zia también desempeñó un papel importante en el intento de reducir la actividad ilegal y la corrupción en la policía local afgana (ALP), incluido el complemento de ingresos a través de medios ilegales. También se ocupó de las relaciones indebidas con otros grupos armados irregulares. Esto incluyó enviar un mensaje a los comandantes para que no vendan las armas que se les entregan a otros grupos armados y confrontar personalmente al comandante de un grupo armado en el distrito de Baharak, Tahar.
Sin embargo, ha dicho que gran parte del problema es que varias personas tienen milicias personales, convirtiendo la Guerra de Afganistán en una guerra interna. Zia también pensó que el programa había fallado.

### Viceministro de Defensa y Jefe del Estado Mayor
Zia fue ascendido a viceministro de Defensa el 27 de marzo de 2019. Anteriormente, el puesto estuvo vacante durante un período prolongado. Como general adjunto, fue asignado a la capital de Tahar, Taloqan, para expulsar a los insurgentes talibanes y arreglar y mejorar la estructura de mando de las fuerzas afganas. Los talibanes estaban a seis millas de distancia y habían lanzado un asalto el mes anterior. Los manifestantes alegaron que la ciudad estaba al borde del colapso; dijo después que ya no había ninguna amenaza.
Luego se convirtió en jefe de Estado Mayor del Ejército en 2020, dejando vacante el puesto de Viceministro de Defensa. Zia también fue nombrado ministro de Defensa en funciones el 19 de marzo de 2021, mientras que Asadullah Khalid estaba enfermo y hospitalizado.
En mayo de 2021, dirigió personalmente las fuerzas gubernamentales a 120 kilómetros (75 millas) alrededor de Kabul y en Mehtar Lam, capital de la provincia de Lagmán. Los talibanes habían capturado previamente puntos de control de seguridad alrededor de la ciudad y habían tomado el control del distrito de Dawlat Shah a unos 75 kilómetros (47 millas) al norte. Los talibanes también habían avanzado a la cárcel central de la provincia de Lagmán dentro de la ciudad. Posteriormente, Zia dijo que la seguridad estaba mejorando y que los talibanes fueron rechazados.
Fue reemplazado por Wali Mohammad Ahmadzai como jefe de Estado Mayor y Bismillah Khan Mohammadi como ministro de Defensa en funciones en medio de un aumento en los combates con los talibanes el 19 de junio de 2021.
Mientras era jefe de Estado Mayor, Yasin Zia acusó a los talibanes de no romper sus lazos con Al Qaeda, como se comprometió a hacer como parte del Acuerdo de Doha entre este y Estados Unidos. Zia dijo que no han cortado lazos y que tienen relaciones con otros grupos terroristas, obviamente trabajando juntos en áreas. Dijo que las organizaciones se han convertido en una familia en los últimos años y expresó su escepticismo de que las cosas vayan a cambiar.